# Лалола
Лалола (шп. Lalola) аргентинска је хумористичка теленовела, продукцијске куће Dori Media Group, снимана током 2007. и 2008.
У Србији је приказивана током 2008. и 2009. на телевизији Кошава.

## Синопсис
У овој телекомедији прича се врти око заводника Рамира Лала Падиља, успешног на свим животним пољима: директор је издавачке куће Хај фајв, уређује познати часопис за мушкарце Дон, има много обожаватељки које жели да освоји, али само за једну ноћ. Ромина, која је заљубљена у Лала, одлучује да му се освети јер ју је оставио. Проналази врачару и током помрачења месеца баца враџбину на Лала, који преко ноћи постаје прелепа жена, како би осетио како је бити заведен и одбачен.
Када се ујутру пробуди и схвати да се налази у новом телу почне да паничи, као и његова безрезервна пријатељица Грејс, јер баш тог дана треба представити нову идеју за часопис. Уз помоћ пријатељице Лало постаје Долорес Лола Падиља, измишљена Лалова рођака. Правећи се да је Лало морао на пут у Немачку, Лола замењује „рођака“ на послу.
Од тада почињу да се дешавају веома забавне ситуације са којима Лало почиње да открива, уз помоћ Грејс, колико су другачије жене од мушкараца: ношење сукњи, високих потпетица, менструација… Мало по мало сазнаје ко је био искрен, а ко лицемеран у односу са Лалом, као што је његов најбољи пријатељ Гастон Зак, један од првих који се противио останку Лоле у часопису. Поред Гастона и Викторија бојкотује нову шефицу и Наталија Агире са својом мајком Каролом. Али Лола проналази и савезнике у фирми као што су председник Донато Агире и фотограф Факундо, који касније почиње да осећа нешто више према „Лалу“.
Не обраћајући пажњу Лола и Факундо почну да се зближавају, али Лола не жели озбиљну везу јер мисли да је само привремено у овом телу…

## Ликови
- Рамиро Лало Падиља: Он је типичан мачо мушкарац, модеран тип, који стално мисли на секс. Верује да жене целог живота само желе да се удају и имају децу. Има „везе“ само за једну ноћ. Али последња девојка, Ромина, заклиње се на освету и помоћу врачаре га претвара у жену.
- Долорес Лола Падиља: Она је жена у коју се Лало претворио. Заузима његово место као нова директорка издавачке агенције, правећи се да је његова рођака. Нетолерантна је на шовинистичке коментаре упућене њеној личности. Схвата шта значи бити жена захваљујући својој најбољој пријатељици Грејс. Зближава се са Факундовом кћерком и заљубљује се у њега, иако га у почетку не подноси. Њена супарница је Наталија, Агиреова кћерка.
- Грејс: Водећа звезда познате радио-станице. У почетку је мислила да је заљубљена у Лала, постаје му најбоља пријатељица и једина жена коју поштује. Једина особа која зна Лолину причу и помаже јој око свих проблема који стално наилазе. Без ње Лола би била изгубљена.
- Факундо: Он је савршени мушкарац. Цени и поштује жене, има кћерку Мелису. Брине о детету откако ју је мајка напустила и одличан је отац. Фотограф је у часопису. Заклео се да се никада неће заљубити, али онда упознаје Лолу.
- Гастон: Пријатељ је и Лалов колега на послу. Лолин непријатељ и стално тражи начин како да је избаци са места директора, али не успева.
- Агире: Он је власник часописа и из обзирности према Лалу прихвата Лолу за директорку од првог тренутка.
- Данијела Калори: Она је женска верзија Лала. Преварила је једног мушкарца и он је њу претворио у мушкарца. Добија Лалово тело и користи име Карлос. У последњој епизоди разговара са Лолом о свему што се догодило и како не жели да поново буде Данијела.

## Улоге
| Глумац:             | Улога:                              |
| ------------------- | ----------------------------------- |
| Хуан Хил Наваро     | Рамиро Лало Падиља                  |
| Карла Петерсон      | Долорес Лола Падиља Данијела Калори |
| Лусијано Кастро     | Факундо Канаваро                    |
| Муријел Санта Ана   | Грасијела Грејс Нејра               |
| Рафаел Феро         | Гастон Закс                         |
| Луис Зјембровски    | Донато Агире                        |
| Сандра Баљестерос   | Вики                                |
| Виолета Уртизбереа  | Хулија                              |
| Лола Бертет         | Соледад                             |
| Агустина Леокуна    | Наталија Агире                      |
| Виктор Малагрино    | Патрисио Мигел                      |
| Дијана Ламас        | Гриселда                            |
| Томас де лас Ерас   | Николас                             |
| Нахуел Мути         | Буги                                |
| Матијас Десидерио   | Мартин                              |
| Чела Кардалда       | Ирис                                |
| Бруна Кастро        | Мелиса                              |
| Рејна Рич           | Карола Агире                        |
| Пабло Кедон         | Тео                                 |
| Марсела Клустербоер | Ромина                              |
| Рита Кортесе        | Врачара #1                          |
| Моника Виља         | Адивина                             |
| Тина Серано         | Лалова мајка                        |
| Сантијаго дел Моро  | Матијас                             |
| Габријел Гојти      | Перез Пардо                         |
| Селва Алеман        | Хина Калори                         |
| Естебан Перез       | Серхио                              |
| Барбара Ломбардо    | Сабрина                             |
| Серхио Сурако       | Пабло                               |
| Лаура Аскура        | Врачара #2                          |
| Езекијел Кампа      | Били                                |